# Kenny Bräck
Kenny Bräck (Arvika, 21 marzo 1966) è un pilota automobilistico svedese.
È campione della Indy Racing League nel 1998 e vincitore della 500 Miglia di Indianapolis del 1999.
Nel 1996 ha ricoperto il ruolo di collaudatore per il team di Formula 1 Footwork Arrows.
Nel 2003 è stato protagonista di un serio e spettacolare incidente al Texas Motor Speedway, nel quale ha riportato fratture multiple in più parti e lesioni alla colonna vertebrale. Nello schianto contro il muretto laterale della pista ha subito una decelerazione pari a 214 g, la più alta mai registrata su di un essere umano poi sopravvissuto. Nonostante ciò, dopo due anni di riabilitazione è tornato alle corse, disputando nel 2005 l'ultima stagione.
Attualmente vive in Belgio e ha creato un gruppo musicale.